# Preliminariile Campionatului European de Fotbal 2016 – Grupa G
Grupa G din preliminariile Campionatului European de Fotbal 2016 este una dintre cele nouă grupe care va decide echipele ce se vor califica pentru turneul final. Din această grupă fac parte Rusia, Suedia, Austria, Muntenegru, Republica Moldova și Liechtenstein, iar fiecare dintre ele va juca câte două meciuri contra celorlalte echipe din grupă.

## Grupă
| Legendă pentru culorile grupelor       |
| -------------------------------------- |
| Echipă calificată direct pentru turneu |
| Echipă care merge la baraj             |

Vezi departajările dacă două sau mai multe echipe au același număr de puncte.
| Echipa            | MJ | V | E | Î | GM | GP | G   | Pct |
| ----------------- | -- | - | - | - | -- | -- | --- | --- |
| Austria           | 10 | 9 | 1 | 0 | 22 | 5  | +17 | 28  |
| Rusia             | 10 | 6 | 2 | 2 | 21 | 5  | +16 | 20  |
| Suedia            | 10 | 5 | 3 | 2 | 15 | 9  | +6  | 18  |
| Muntenegru        | 10 | 3 | 2 | 5 | 10 | 13 | −3  | 11  |
| Liechtenstein     | 10 | 1 | 2 | 7 | 2  | 26 | −24 | 5   |
| Republica Moldova | 10 | 0 | 2 | 8 | 4  | 16 | −12 | 2   |

Meciul dintre Muntenegru și Rusia (27 martie 2015) a fost abandonat în minutul 67 din cauza violenței spectatorilor și a unor încăierări între jucători (cauzate de lovirea lui Dmitri Kombarov de către un obiect aruncat din sectorul muntenegrean). Scorul era 0–0, iar Rusia tocmai ratase un penalty înainte ca meciul să fie abandonat. Aceasta fusese a doua întârziere, deoarece, în primul minut al meciului, portarul rus Igor Akinfeev a fost lovit de o torță, ceea ce a cauzat o întârziere de 33 de minute. Amândouă reprezentative au fost trase la răspundere de către UEFA.

## Meciuri
Programul a fost anunțat de UEFA în aceeași zi cu tragerea la sorți, pe 23 februarie 2014, la Nisa. Orele de început sunt CET/CEST (ora locală este în paranteze).
| Rusia                                                                   | 4–0    | Liechtenstein |
| ----------------------------------------------------------------------- | ------ | ------------- |
| M. Büchel 4' (aut.) Burgmeier 50' (aut.) Kombarov 54' (pen.) Dzyuba 65' | Report |               |

| Austria         | 1–1    | Suedia     |
| --------------- | ------ | ---------- |
| Alaba 7' (pen.) | Report | Zengin 12' |

| Muntenegru                  | 2–0    | Republica Moldova |
| --------------------------- | ------ | ----------------- |
| Vučinić 45+3' Tomašević 73' | Report |                   |

| Liechtenstein | 0–0    | Muntenegru |
| ------------- | ------ | ---------- |
|               | Report |            |

| Republica Moldova | 1–2    | Austria                    |
| ----------------- | ------ | -------------------------- |
| Dedov 27' (pen.)  | Report | Alaba 11' (pen.) Janko 51' |

| Suedia       | 1–1    | Rusia       |
| ------------ | ------ | ----------- |
| Toivonen 49' | Report | Kokorin 10' |

| Austria    | 1–0    | Muntenegru |
| ---------- | ------ | ---------- |
| Okotie 24' | Report |            |

| Rusia             | 1–1    | Republica Moldova |
| ----------------- | ------ | ----------------- |
| Dzyuba 73' (pen.) | Report | Epureanu 74'      |

| Suedia                | 2–0    | Liechtenstein |
| --------------------- | ------ | ------------- |
| Zengin 34' Durmaz 46' | Report |               |

| Austria    | 1–0    | Rusia |
| ---------- | ------ | ----- |
| Okotie 73' | Report |       |

| Republica Moldova | 0–1    | Liechtenstein |
| ----------------- | ------ | ------------- |
|                   | Report | Burgmeier 74' |

| Muntenegru         | 1–1    | Suedia         |
| ------------------ | ------ | -------------- |
| Jovetić 80' (pen.) | Report | Ibrahimović 9' |

| Liechtenstein | 0–5    | Austria                                                       |
| ------------- | ------ | ------------------------------------------------------------- |
|               | Report | Harnik 14' Janko 16' Alaba 59' Junuzović 74' Arnautović 90+3' |

| Republica Moldova | 0–2    | Suedia                      |
| ----------------- | ------ | --------------------------- |
|                   | Report | Ibrahimović 46', 84' (pen.) |

| Muntenegru | 0–3 Masa verde | Rusia |
| ---------- | -------------- | ----- |
|            | Report         |       |

| Liechtenstein | 1–1    | Republica Moldova |
| ------------- | ------ | ----------------- |
| Wieser 21'    | Report | Boghiu 44'        |

| Rusia | 0–1    | Austria   |
| ----- | ------ | --------- |
|       | Report | Janko 33' |

| Suedia                        | 3–1    | Muntenegru            |
| ----------------------------- | ------ | --------------------- |
| Berg 37' Ibrahimović 40', 44' | Report | Damjanović 64' (pen.) |

| Rusia      | 1–0    | Suedia |
| ---------- | ------ | ------ |
| Dzyuba 38' | Report |        |

| Austria       | 1–0    | Republica Moldova |
| ------------- | ------ | ----------------- |
| Junuzović 52' | Report |                   |

| Muntenegru              | 2–0    | Liechtenstein |
| ----------------------- | ------ | ------------- |
| Bećiraj 38' Jovetić 56' | Report |               |

| Liechtenstein | 0–7    | Rusia                                                               |
| ------------- | ------ | ------------------------------------------------------------------- |
|               | Report | Dzyuba 21', 45', 73', 90' Kokorin 40' (pen.) Smolov 77' Dzagoev 85' |

| Republica Moldova | 0–2    | Muntenegru               |
| ----------------- | ------ | ------------------------ |
|                   | Report | Savić 9' Racu 65' (aut.) |

| Suedia            | 1–4    | Austria                                   |
| ----------------- | ------ | ----------------------------------------- |
| Ibrahimović 90+1' | Report | Alaba 9' (pen.) Harnik 38', 88' Janko 77' |

| Liechtenstein | 0–2    | Suedia                   |
| ------------- | ------ | ------------------------ |
|               | Report | Berg 18' Ibrahimović 55' |

| Republica Moldova | 1–2    | Rusia                      |
| ----------------- | ------ | -------------------------- |
| Cebotaru 85'      | Report | Ignashevich 58' Dzyuba 78' |

| Muntenegru              | 2–3    | Austria                                 |
| ----------------------- | ------ | --------------------------------------- |
| Vučinić 32' Bećiraj 68' | Report | Janko 55' Arnautović 81' Sabitzer 90+2' |

| Austria                       | 3–0    | Liechtenstein |
| ----------------------------- | ------ | ------------- |
| Arnautović 12' Janko 54', 57' | Report |               |

| Rusia                         | 2–0    | Muntenegru |
| ----------------------------- | ------ | ---------- |
| Kuzmin 33' Kokorin 37' (pen.) | Report |            |

| Suedia                     | 2–0    | Republica Moldova |
| -------------------------- | ------ | ----------------- |
| Ibrahimović 24' Zengin 48' | Report |                   |

## Golgheteri
8 goluri
- Artyom Dzyuba
- Zlatan Ibrahimović

7 goluri
- Marc Janko

4 goluri
- David Alaba

3 goluri
- Marko Arnautović
- Martin Harnik
- Aleksandr Kokorin
- Erkan Zengin

2 goluri
- Zlatko Junuzović
- Rubin Okotie
- Fatos Bećiraj
- Stevan Jovetić
- Mirko Vučinić
- Marcus Berg

1 gol
- Marcel Sabitzer
- Franz Burgmeier
- Sandro Wieser
- Dejan Damjanović
- Stefan Savić
- Žarko Tomašević
- Gheorghe Boghiu
- Eugeniu Cebotaru
- Alexandru Dedov
- Alexandru Epureanu
- Alan Dzagoev
- Sergei Ignashevich
- Dmitri Kombarov
- Oleg Kuzmin
- Fyodor Smolov
- Jimmy Durmaz
- Ola Toivonen

1 autogol
- Martin Büchel (jucând contra Rusiei)
- Franz Burgmeier (jucând contra Rusiei)
- Petru Racu (jucând contra Muntenegrului)

## Disciplină
Un jucător este suspendat automat pentru următorul meci dacă a comis următoarele ofense:
- Primirea unui cartonaș roșu (suspendarea poate fi extinsă pentru injurii mai serioase)
- Primirea a trei cartonașe galbene în trei meciuri diferite, precum și după al cincilea și oricare altul (suspendările sunt valabile și pentru baraj, dar nu și pentru turneul final sau pentru viitoarele meciuri internaționale)

Următorii jucători au fost (sau vor fi) suspendați pentru unul dintre meciurile din preliminarii:
| Națională         | Jucător            | Avertizat | Suspendat                                     |
| ----------------- | ------------------ | --- | --------------------------------------------- |
| Austria           | Marc Janko         | contra Republicii Moldova (9 octombrie 2014)                                                                                         | contra Muntenegrului (12 octombrie 2014)      |
| Liechtenstein     | Mario Frick        | contra Rusiei (8 septembrie 2014) contra Muntenegrului (9 octombrie 2014) contra Suediei (12 octombrie 2014)                         | contra Republicii Moldova (15 noiembrie 2014) |
| Liechtenstein     | Sandro Wieser      | contra Rusiei (8 septembrie 2014) contra Republicii Moldova (14 iunie 2015) contra Muntenegrului (5 septembrie 2015)                 | contra Rusiei (8 septembrie 2015)             |
| Liechtenstein     | Daniel Kaufmann    | contra Rusiei (8 septembrie 2015) | contra Suediei (9 octombrie 2015)             |
| Muntenegru        | Marko Simić        | contra Liechtensteinului (9 octombrie 2014) contra Austriei (12 octombrie 2014) contra Suediei (14 iunie 2015)                       | contra Liechtensteinului (5 septembrie 2015)  |
| Muntenegru        | Mirko Vučinić      | contra Austriei (9 octombrie 2015)                                                                                                   | contra Rusiei (12 octombrie 2015)             |
| Republica Moldova | Alexandru Gațcan   | contra Suediei (27 martie 2015) contra Liechtensteinului (14 iunie 2015) contra Muntenegrului (8 septembrie 2015)                    | contra Rusiei (9 octombrie 2015)              |
| Republica Moldova | Victor Golovatenco | contra Rusiei (12 octombrie 2014) contra Suediei (27 martie 2015) contra Muntenegrului (8 septembrie 2015)                           | contra Rusiei (9 octombrie 2015)              |
| Suedia            | Andreas Granqvist  | contra Republicii Moldova (27 martie 2015)                                                                                           | contra Muntenegrului (14 iunie 2015)          |
| Suedia            | Kim Källström      | contra Austriei (8 septembrie 2014) (8 September 2014) contra Muntenegrului (15 noiembrie 2014) contra Muntenegrului (14 iunie 2015) | contra Rusiei (5 septembrie 2015)             |